# 底哈都拉
底哈都拉（發音：[θìha̰θùja̰]；1431年—1480年），舊譯梯訶都羅，或稱卑松王，他是緬甸阿瓦王朝君主，1468年至1480年間在位。底哈都拉是前任國王那臘勃底的兒子。

## 生平
1468年，那臘勃底崩逝，底哈都拉繼位為王。底哈都拉不僅沒有懲罰其刺傷那臘勃底的兒子，還允許此子與其表親的婚事，授與他不少的封地。此外，底哈都拉以其長子明康二世為王儲，授與迪貝因為封地。底哈都拉以幼子敏耶覺蘇瓦為央米丁總督。
底哈都拉的母后震怒，唆使東吁總督叛亂，隨後，東吁聯合勃固王國起兵造反。底哈都拉派將軍悉都迦耶毗丁率軍於1470年平定了東吁地區的叛亂，並留其鎮守東吁任職總督。後來，底哈都拉派兵降伏了鎮守卑謬的王弟敏基蘇瓦。
1475年，底哈都拉聯合錫箔詔法征伐洋檜，取得洋檜詔法的臣服。1476年，他派兵劫掠了勃固王國的憍梨耶（Kawliya）地區。同年，東吁總督悉都迦耶毗丁擴建了他的領地，阿瓦廷臣都認為這是東吁將要叛變的徵兆，底哈都拉則不以為然，他讓悉都迦耶毗丁拽髮來朝以示忠誠，悉都迦耶毗丁遵王命而行。
1471年（成化七年），底哈都拉曾遣使向明朝要求孟養等地，明憲宗沒有答應，只讓孟養土司思洪發不得阻遏阿瓦與明朝的朝貢通道。一說此事發生於1472年。1476年，底哈都拉親征孟養，他親率一軍（七千兵）由水路沿伊洛瓦底江北上，幼子敏耶覺蘇瓦另率一軍（七千兵、六千騎兵、300戰象）由陸路北上，孟養首領在阿瓦大軍到達前就臣服了。
底哈都拉曾於1474年遣使錫蘭，以自己與王后頭髮所製成的掃帚獻給佛牙寺，掃帚柄上鑲嵌有許多珠寶。底哈都拉崩逝於1480年，另説其逝世於1481年或1482年。